# Miami Dolphins 1967
La stagione 1967 dei Miami Dolphins è stata la seconda della franchigia nella American Football League.

## Calendario

### Stagione regolare
| Turno | Data               | Avversario           | Risultato          | Record             | Pubblico           |
| ----- | ------------------ | -------------------- | ------------------ | ------------------ | ------------------ |
| 1     | Settimana di pausa | Settimana di pausa   | Settimana di pausa | Settimana di pausa | Settimana di pausa |
| 2     | Settimana di pausa | Settimana di pausa   | Settimana di pausa | Settimana di pausa | Settimana di pausa |
| 3     | 17/9/1967          | Denver Broncos       | V 35–21            | 1–0–0              | 29,072             |
| 4     | 24/9/1967          | Kansas City Chiefs   | S 24–0             | 1–1–0              | 33.280             |
| 5     | 1/10/1967          | @ New York Jets      | S 29–7             | 1–2–0              | 59.433             |
| 6     | 8/10/1967          | @ Kansas City Chiefs | S 41–0             | 1–3–0              | 42.920             |
| 7     | 15/10/1967         | @ Boston Patriots    | S 41–10            | 1–4–0              | 17.859             |
| 8     | 22/10/1967         | New York Jets        | S 33–14            | 1–5–0              | 28.392             |
| 9     | Settimana di pausa | Settimana di pausa   | Settimana di pausa | Settimana di pausa | Settimana di pausa |
| 10    | 5/11/1967          | @ Buffalo Bills      | S 35–13            | 1–6–0              | 30.950             |
| 11    | 12/11/1967         | @ San Diego Chargers | S 24–0             | 1–7–0              | 32.395             |
| 12    | 19/11/1967         | @ Oakland Raiders    | S 31–17            | 1–8–0              | 33.753             |
| 13    | 26/11/1967         | Buffalo Bills        | V 17–14            | 2–8–0              | 24.357             |
| 14    | 3/12/1967          | @ Houston Oilers     | S 17–14            | 2–9–0              | 20.979             |
| 15    | 10/12/1967         | San Diego Chargers   | V 41–24            | 3–9–0              | 23.007             |
| 16    | 17/12/1967         | Boston Patriots      | V 41–32            | 4–9–0              | 22.079             |
| 17    | 23/12/1967         | Houston Oilers       | S 41–10            | 4–10–0             | 29.628             |

## Classifiche
| AFL Eastern Division | AFL Eastern Division | AFL Eastern Division | AFL Eastern Division | AFL Eastern Division | AFL Eastern Division | AFL Eastern Division | AFL Eastern Division | AFL Eastern Division | AFL Eastern Division |
|                      | V                    | S                    | P                    | %                    | DIV                  | PF                   | PS                   | Str.                 |                      |
| -------------------- | -------------------- | -------------------- | -------------------- | -------------------- | -------------------- | -------------------- | -------------------- | -------------------- | -------------------- |
| Houston Oilers       | 9                    | 4                    | 1                    | .692                 | 5–1–1                | 258                  | 199                  | V2                   |                      |
| New York Jets        | 8                    | 5                    | 1                    | .615                 | 5–1–1                | 371                  | 329                  | V1                   |                      |
| Buffalo Bills        | 4                    | 10                   | 0                    | .286                 | 3–5                  | 237                  | 285                  | S1                   |                      |
| Miami Dolphins       | 4                    | 10                   | 0                    | .286                 | 2–6                  | 219                  | 407                  | S1                   |                      |
| Boston Patriots      | 3                    | 10                   | 1                    | .231                 | 3–5                  | 280                  | 389                  | S5                   |                      |

Nota: Le partite pareggiate non vennero conteggiate a fini delle classifiche fino al 1972.